# DJ Gan-G
DJ Gan-G (bürgerlich Farhang Ganji Dastjerdeh) ist ein deutscher DJ iranischer Herkunft. Bekanntheit erlangte er durch enge Zusammenarbeiten mit Kool Savas und Fler.

## Biografie
DJ Gan-G startete das DJing im Alter von 13 Jahren. Durch Erfolge auf DJ-Meisterschaften erlangte er erste Bekanntheit und bekam seine ersten Auftritte in Clubs. Nach einigen Jahren wurde er aufgrund seiner Erfolge als Support auf Konzerten der Künstler Lumidee, Young Buck, Lloyd Banks, Yukmouth und Montell Jordan gebucht. Er gründete seine eigene Veranstaltungsagentur Major Movez Entertainment. Er veröffentlichte einige Mixtapes und war als DJ auf Tourneen der Rapper Fler, Bushido und Kool Savas vertreten. Zudem hatte er Gastauftritte auf den Samplern Maskulin Mixtape Vol. 1, Maskulin Mixtape Vol. 2 und Maskulin Mixtape Vol. 3. Im Jahr 2012 gründete er sein eigenes Label Major Movez und nahm die Rapper Alpa Gun und PA Sports unter Vertrag. Es folgten die Veröffentlichungen Ehrensache, Alles kommt zurück von Alpa Gun und Machtwechsel von PA Sports. Alle Alben konnten sich in den deutschen Albumcharts platzieren. Im Jahr 2013 veröffentlichte er mit Alpa Gun und Kool Savas die Single Taxi. Seit 2015 ist er Bushidos offizieller Tour-DJ und begleitete ihn auf der Carlo Cokxxx Nutten 3 Tour und später auf der Classic Tour. Da durch die Classic Tour der Kontakt zu Shindy kam, begleitete er ihn 2017 auf der Daddy Tour. Durch Bushido kam der Kontakt 2018 auch zu Capital Bra, den er 2018 & 2019 auf seinen Tourneen begleitete.

## Diskografie
Mixtapes
- 2005: Back In The Days (mit Dray Rock)
- 2005: Major Business (mit Kool Savas)
- 2006: Global Offense (mit J.R. Writer)
- 2006: Bloody Money (mit N.O.R.E.)
- 2006: Gimme That (mit Lumidee)
- 2007: International Credibility
- 2007: Global Stats 2
- 2007: Soul Love
- 2008: Bump My Shit
- 2008: Major Business 2
- 2008: Still Major
- 2009: Play Our Game
- 2010: On to the Next One

Singles
- 2013: Taxi (mit Alpa Gun & Kool Savas)